# Приморская область (РСФСР)
Приморская область — административно-территориальная единица на востоке РСФСР с 1932 года по 1939 год.
Приморская область была образована 20 октября 1932 года в составе Дальневосточного края (административный центр — Владивосток). После упразднения в 1938 году Дальневосточного края Приморская область вошла в состав Приморского края (протянулась длинной узкой полосой по побережью Японского моря), а 5 июня 1939 года была упразднена.
Первоначально в состав области входили: Посьетский, Шмаковский, Шкотовский, Сучанский, Ольгинский, Тернейский, Советский, Покровский, Ивановский, Михайловский, Гродековский, Ханкайский, Черниговский, Спасский, Яковлевский, Иманский и Бикинский районы; города областного подчинения Владивосток, Никольск-Уссурийск и Сучан, а также посёлок областного подчинения Артём.
22 июля 1934 года была образована Уссурийская область, в её состав вошли город Никольск-Уссурийск, Гордековский, Ивановский, Михайловский, Никольск-Уссурийский, Покровский, Спасский, Шмаковский, Ханкайский, Черниговский и Яковлевский районы.

## Руководители Приморской области
| Первые секретари Приморского областного комитета ВКП(б) |            |                   |                      |
| Имя                                                     | Годы жизни | Начало полномочий | Окончание полномочий |
| 1. Константин Федорович Пшеницын                        | 1892—1938  | 1932              | 7 марта 1934 года    |
| 2. Павел Михайлович Таныгин                             | 1892—1938  | 7 марта 1934      | январь 1937 года     |
| 3. Николай Александрович Мякинен                        | 1893—1938  | январь 1937 года  | 1937 год             |
| 4. Владимир Корнилович Сидоров                          |            | 1937 год          | октябрь 1937 года    |
| 5. Митраков                                             |            | 1937 год          | 1938 год             |
| 6. Иван Алексеевич Фомичёв (и. о.)                      |            | 1938 год          |                      |

| Председатель Организационного комитета по Приморской области |            |                     |                      |
| Имя                                                          | Годы жизни | Начало полномочий   | Окончание полномочий |
| Михаил Петрович Вольский                                     | 1897—1938  | 22 ноября 1932 года | 19 марта 1933 года   |

| Председатели исполнительного комитета Приморского областного Совета депутатов |            |                    |                      |
| Имя                                                                           | Годы жизни | Начало полномочий  | Окончание полномочий |
| 1. Михаил Петрович Вольский                                                   | 1897—1938  | 19 марта 1933 года | декабрь 1934 года    |
| 2. Иван Григорьевич Петров                                                    | 1899—1938  | декабрь 1934       | 27 июля 1937 года    |